# Owadowia borsukbialynickae
Owadowia borsukbialynickae — викопний вид прихованошийних черепах, що існував у пізній юрі (148 млн років тому).

## Скам'янілості
Скам'янілі рештки черепахи знайдено у відкладеннях геологічної формації Кцинія неподалік міста Томашув-Мазовецький у Польщі. Було знайдено нижню щелепу, правий коракоїд та елементи кінцівок. Родова назва Owadowia походить від назви типового місцезнаходження — кар'єр Овадув-Бжезінскі (Owadów-Brzezinki). Видова назва O. borsukbialynickae вшановує польську палеонтологиню професора Магдалену Борсук-Б'ялиніцьку.

## Спосіб життя
Черепаха жила у морській воді. Полювала на безхребетних (молюсків та ракоподібних).